# 最后生还者 第II章
《最後生還者 第II章》（又译作）是一款由顽皮狗开发，並由索尼互动娱乐發行於PlayStation 4平台上的生存恐怖动作游戏。本作是2013年游戏《最後生還者》的续作，在2016年12月PlayStation Experience上首度亮相，原计划將於2020年5月29日發售，但因2020新型冠狀病毒病疫情的影响宣布延期至2020年6月19日發售。该游戏受到评论媒體好评，尤其是在游戏性、音响设计、配乐、表演、人物和画质方面，然而其情节及主题在评論界引致分歧，也在Metacritic遭到大量玩家負評轟炸。

## 角色
| 角色                                           | 配音员 扮演者                                    | 日语配音 | 詮釋                                                                                            |
| 艾莉 Ellie                                     | Ashley Johnson                                   | 潘惠美   | 本作双主角之一，為了遮掩右腕上曾被感染者咬傷的傷痕而用刺青遮掩，與狄娜有戀人關係 可操控角色之一 |
| 乔尔·米勒 Joel Miller                          | Troy Baker                                       | 山寺宏一 | 前作的主角 因私自拯救艾莉屠殺了火螢組織。                                                       |
| 艾比蓋兒·“艾比”·安德森 Abigail "Abby" Anderson | 蘿拉·貝莉                                        | 森奈奈子 | 本作双主角之一，因應末日環境成為軍隊戰士，練就體型壯碩，杰瑞的女兒 遊戲中可操控角色之一         |
| 汤米 Tommy                                     | Jeffrey Pierce                                   | 高桥广树 | 喬爾的弟弟                                                                                      |
| 杰瑞 Jerry                                     | Derek Phillips                                   | 森田顺平 | 艾比的父親，在前作中被喬爾擊殺                                                                  |
| 狄娜 Dina                                      | Shannon Woodward (配音) Cascina Caradonna (臉模) | 嵨村侑   | 艾莉的同伴，與艾莉有戀人關係，傑西的前戀人，已懷有身孕                                          |
| 杰西 Jesse                                     | Stephen Chang                                    | 杉田智和 | 狄娜的前男友、艾莉的同伴之一，狄娜小孩的父親                                                    |
| 列夫 Lev                                       | Ian Alexander                                    | 富樫美铃 | 殘疤成員，有性別認同障礙                                                                        |
| 叶拉 Yara                                      | Victoria Grace                                   | 宇山玲加 | 殘疤成员，列夫之姐                                                                              |
| 玛丽亚 Maria                                   | Ashley Scott                                     | 浅野真澄 | 湯米的妻子，傑克森市營地的領導者                                                                |
| 梅兒 Mel                                       | Ashly Burch                                      | 涩谷遥   | 歐文的戀人，已懷有身孕，WLF營地的醫生，曾向艾比的父親學習醫術                                   |
| 诺拉 Nora                                      | Chelsea Tavares                                  | 渡边明乃 | 前火螢成員，艾比的同伴，知道喬爾與艾莉的事                                                      |
| 欧文 Owen                                      | Patrick Fugit                                    | 阪口周平 | 艾比的同伴、前戀人                                                                              |
| 艾萨克·迪克森 Isaac Dixon                      | Jeffrey Wright                                   | 岩崎博   | WLF头领 其死亡导致WLF分崩离析                                                                   |
| 乔丹 Jordan                                    | Chase Austin                                     | 兴津和幸 | WLF成員，Leah之爱人                                                                             |
| 麦克 Mike                                      | Reuben Langdon                                   | 最上嗣生 | 殘疤成員                                                                                        |

## 劇情
故事緊接著前作最後生還者。在救回艾莉（Ellie）後，乔尔（Joel）向他的兄弟汤米（Tommy）坦白，雖然他知道艾莉有“虫草菌”的抗體，火萤组织也試圖提取艾莉的抗體製作疫苗，但是他不會眼睜睜看著艾莉因為火萤的外科手术而死去，所以他從“火萤”手中奪回了艾莉，從而造成“火萤”开发“虫草菌”疫苗的行动失敗。四年后，乔尔和艾莉在怀俄明州的杰克逊定居生活。由於杰克逊時刻會被“虫草菌”感染者襲擊，所以杰克逊的居民要定期外出巡邏。艾莉和乔尔在巡邏時又聊到了乔尔救艾莉的故事。艾莉抱怨乔爾不應該把自己從火螢醫院救出來，她相信火螢能研發出疫苗，而且依然懷疑乔爾的說辭，即乔爾聲稱世界上除了艾莉還有其他的免疫者。之後艾莉偷偷離開傑克遜，來到曾經她做手術的醫院。她取得一個錄音機設備，裡面有個女聲留言，說是給艾莉做手術的醫生已死，即使找到艾莉也無濟於事，而且火螢組織也開始分崩離析。艾莉得知後非常生氣，此時喬爾趕來，艾莉逼問喬爾當時他在醫院做了什麼，喬爾承認如果艾莉做了手術，她就會死，自己不願看到艾莉死亡，於是就把主刀醫生殺了。艾莉依然很生氣，她表示自己會回到傑克遜，但不會再與喬爾聯繫。两人关系開始变得紧张。
此時一批前火螢成員加入了华盛顿解放阵线（Washington Liberation Front，WLF），一个总部设在华盛顿州西雅图的民兵组织。其中就包括被喬爾殺死的给艾莉做手术的火萤外科医生的女兒艾比（Abby）。艾比一直想找乔尔報仇，後來得知乔尔待在杰克逊，於是試圖潛入復仇，途中被“虫草菌”感染者攻擊，此時正在巡邏的乔尔和汤米救下了被攻擊的艾比。由於“虫草菌”感染者太多，一行人無法回到杰克逊，便先去往WLF位於杰克逊附近的據點。WLF知道這2人當中有人就是喬爾，於是乔尔和汤米在據點被攻擊。由於乔尔和汤米遲遲未回來，艾莉與她的女友蒂娜（Dina）外出搜尋乔尔和汤米。艾莉找到了喬爾的蹤跡，並闖入WLF的據點，不過被WLF成員逮捕。她親眼目睹艾比用高尔夫球杆将乔尔殴打致死。不過在艾莉和湯米被WLF成員毆打後，艾比想到湯米之前畢竟救了自己，於是她放过了汤米，而WLF成員欧文（Owen）認為如果殺了艾莉，那所作所為和喬爾沒什麼區別。艾比決定一併放了艾莉。但艾莉和湯米回到傑克遜後发誓要复仇。
汤米动身前往西雅图追杀艾比，臨走前汤米並不想讓艾莉去趟這趟渾水，於是讓自己的妻子玛丽亚把艾莉的馬匹和裝備藏起來。在艾莉的懇求下，玛丽亚同意放艾莉去西雅圖追殺艾比，並把馬匹給她。艾莉和蒂娜一路追趕汤米。在西雅图，艾莉和蒂娜得知汤米已經追殺了一些华盛顿解放阵线的成員。途中她們遭到华盛顿解放阵线成員的伏擊。後來艾莉的面具破裂，蒂娜想把自己的面具給艾莉，但是遭到艾莉的制止。艾莉向蒂娜坦白了自己有免疫能力的事实，而蒂娜也告诉艾莉自己怀孕了。第二天，由於蒂娜懷孕後不舒服，艾莉讓蒂娜先待在劇院，独自一人去追赶汤米，并遇上了也跟过来的蒂娜前男友杰西（Jesse）。艾莉帶傑西去劇院見蒂娜。傑西表示自己發現蒂娜等人不見了，於是瞞著玛丽亚離開杰克逊尋找蒂娜一行。之後艾莉繼續獨自去尋找前火螢成員诺拉（Nora），企圖讓诺拉供出艾比的下落。在寻找诺拉的过程中，艾莉遭遇了“疤脸帮”（Seraphites），这是一个宗教性质的极端组织，正与WLF争夺西雅图的控制权。艾莉找到了诺拉，并折磨她以获取艾比的下落。期間诺拉得知艾莉就是當初火螢找到的具有免疫的女孩，而且諾拉告訴艾莉火螢已經解散。艾莉回到了蒂娜暫時待的劇院，告訴傑西自己找到了艾比所在的位置，讓傑西和自己去尋找艾比，並繼續讓蒂娜獨自待在劇院。傑西和艾莉在追殺艾比時聽到WLF成員在追殺一名狙擊手。傑西認定狙擊手是湯米，他想去救湯米，但是艾莉認為直接去追殺艾比就行，因為湯米會一路追擊艾比。傑西並不這麼認為，於是兩人便分頭行動。隔天，艾莉發現了WLF的两名成员：梅尔（Mel）和她的男友欧文（Owen）。歐文也是艾比的前男友。艾莉逼他們說出艾比的下落，他們不肯，於是艾莉把他們都殺了，但欧文死前表示梅尔怀有身孕。這讓艾莉感到非常愧疚。此時艾莉遇到了傑西和湯米。一行人回到蒂娜所在的劇院，結果他們在劇院遭到艾比的伏击，杰西被杀，汤米被当作人质。
时间回到三天前，WLF老大伊薩克（Isaac）不滿WLF老是被疤脸帮襲擊，打算徹底消滅疤脸帮，於是決定對疤脸帮發動總攻。艾比在WLF營地通過诺拉得知欧文在调查“疤脸帮”活动时失踪了。艾比先去找伊薩克詢問歐文下落，伊薩克表示欧文為了救疤脸帮成員，把WLF成員丹尼殺了，所以若是欧文被WLF成員找到，會被直接擊斃。艾比並不相信這套說辭，在WLF成員曼尼的幫助下，艾比偷偷溜出去尋找歐文。在寻找欧文时艾比被“疤脸帮”抓住。就在她要被處決時，她被前“疤脸帮”成員雅拉（Yara）和勒弗（Lev）姐弟俩所救。勒弗原本是個女孩。但是她想成為一位男戰士，也不想接受“疤脸帮”的安排成為其他成員的妻子，於是剃了頭，而且把自己的社會性別當成男性，勒弗這一舉動惹惱了“疤脸帮”而被视为叛徒。勒弗的姐姐雅拉一開始沒法接受勒弗這樣做，但最後還是接受了勒弗這一行為並且從“疤脸帮”的據點逃走。雅拉姐弟救了艾比而且一起逃跑時因為雅拉的手臂骨折了，勒弗找了個地方留下照顧雅拉，艾比於是离开他们獨自去找欧文——她找到欧文後，歐文表示他在和丹尼攻擊“疤脸帮”成員的時候，發現對方是一個老頭，他不忍心下手，但是丹尼卻逼自己殺老頭，結果他在和丹尼爭執時不小心把丹尼打死。他打算離開WLF，正计划乘船前往加州的圣巴巴拉，因為他聽說“火萤”可能在那里重新集结。但是艾比表示火螢根本不可能重新集結，她勸歐文不要去圣巴巴拉，結果歐文突然和艾比接吻，又和艾比性交。兩人性交完睡一塊後，艾比做夢夢見雅拉和勒弗被“疤脸帮”絞死。她擔心雅拉和勒弗的安危，於是起床返回雅拉和勒弗之前待的地方，她發現“疤脸帮”也在尋找雅拉和勒弗。艾比找到雅拉和勒弗並消滅尋找她們的“疤脸帮”成員後，艾比把雅拉和勒弗帶到歐文待的地方。由於先前艾比偷偷溜出WLF基地尋找歐文，艾比的失蹤被伊薩克發現後，伊薩克非常生氣，於是去質問梅尔，梅爾受不了伊薩克的指責，也偷偷溜出來尋找歐文，並且找到了歐文。
此時艾比發現梅尔也來了。梅尔說拯救雅拉的手臂需要醫療物資，於是艾比和勒弗一起穿越西雅图去WLF的基地取医疗物资，以便梅尔能为雅拉的手臂进行截肢手术。艾比回到WLF的基地後，因為擅自離開基地而被WLF成員逮捕，結果诺拉偷偷把艾比放了，艾比對諾拉謊稱是歐文的手臂壞了，做手術需要醫療物資，諾拉於是告訴艾比哪裡可以取醫療物資。艾比取得醫療物資返回雅拉所在的地方，讓梅爾順利給雅拉做手術。手术后，歐文還是希望與梅爾、艾比一起前往圣巴巴拉，並想讓雅拉和勒弗跟著自己一同前去。同時梅尔認為艾比溜出WLF基地的確是去幫助“疤脸帮”，還讓自己幫助“疤脸帮”的成員做手術，她對此非常生氣。勒弗跑回“疤脸帮”去试图说服他虔诚的母亲离开“疤脸帮”，跟自己一同前往圣巴巴拉。途中艾比遇到曼尼在和狙擊手作戰，艾比在和曼尼一同進攻狙擊手時曼尼陣亡，艾比成功消滅了狙擊手，艾比之後和雅拉在“疤脸帮”的据点找到了勒弗，她們也發現了勒弗母親的尸體。勒弗表示自己的母親根本不願意聽自己的解釋，還要攻擊自己，結果就在自己自卫時不小心失手杀死了自己的母亲。三人逃离时，WLF 正好开始对“疤脸帮”发起猛攻。途中正好遇到伊薩克率領WLF的部隊，雅拉被WLF成員打成重傷，WLF發現了艾比，此時伊薩克出現，他要求艾比交出勒弗，艾比卻拒絕，此時臨死前的雅拉開槍打死了伊薩克。艾比和勒弗趁亂逃脱WLF的追捕。两人返回后发现欧文和梅尔已经死了，还找到了一张指向艾莉留下的地图。怒不可遏的艾比根據地圖找到艾莉的位置，她开枪打死了傑西，打伤了汤米，导致其一只眼睛失明而且腿腳不便，并狠狠地殴打了艾莉和蒂娜。艾莉說蒂娜已經懷孕，希望能放她一馬。由於勒弗也支持放過她們，艾比最终放过了她们，并让她们离开西雅图。
数月之后，艾莉和蒂娜住在一个农场里，共同抚养蒂娜和杰西的儿子，但艾莉饱受目的喬爾死亡後引發的创伤后应激障碍的折磨，艾莉時常會想到喬爾被打死的那一瞬間，然後整個人會突然崩潰。此時汤米上門，他首先表示自己已經和瑪利亞分居，之後又表示自己已得知艾比下落，希望艾莉和自己一同去復仇。艾莉暫時沒有答應，湯米不爽，他又是先出發獨自去追殺艾比。過段時間，由於艾莉始終想著復仇的事情，她不顾蒂娜留下来的恳求，再次动身去寻找艾比。另外一邊艾比和勒弗依然抵达圣巴巴拉寻找“火萤”，他们通過無線電呼叫发现“火萤”的確正在加州的圣卡塔利娜岛重新集结，他們準備出發時卻被“响尾蛇”（一个奴役幸存者的组织）抓住、折磨，并被丟進監獄。艾莉也抵達了圣巴巴拉追殺艾比，結果她同樣被“响尾蛇”成員逮住。不過艾莉逃脫了“响尾蛇”的俘虜，並且通過審問“响尾蛇”的成員得知艾比被關押的地方，艾莉衝進“响尾蛇”的刑場救下了两人。由於艾莉腦海突然浮現喬爾被打死的鏡頭，她依然不讓艾比走，想殺掉艾比，艾比表示自己不想與艾莉決鬥。艾莉則以殺掉勒弗相威脅，要她与自己决斗。艾比只好應戰。打斗中，艾比咬掉了艾莉的两根手指。艾莉占了上风，几乎要将艾比溺死，但一段关于乔尔彈吉他的闪回让她改变了主意，最终还是放走了艾比。艾比和勒弗乘船驶向“火萤”所在的圣卡塔利娜岛。艾莉回到农舍，却发现里面空无一人。她用受伤的手试着弹奏乔尔的吉他，回想起自己与乔尔的最后一次对话，當時喬爾表示如果再給他一次機會，他還是會把艾莉救出來。艾莉聽了後表示她愿意尝试原谅他。回憶結束後，艾莉离开了农舍。

## 开发
《最后生还者 第II章》（下稱《第II章》）从2014年起开发，动作捕捉部分从2017年起进行。特羅伊·貝克和艾希莉·強森继续为喬爾和艾莉配音。尼尔·德鲁克曼与哈雷·格罗斯担任游戏编剧。古斯塔沃·桑塔歐拉拉继续担当作曲配乐。尼尔·德鲁克曼和布鲁斯·斯特拉利共同担任游戏总监。2017年时布鲁斯·斯特拉利因离开公司，不再监督游戏制作。他的总监职务由公司资深游戏设计师Anthony Newman与Kurt Margenau代替；Anthony Newman担任过《秘境探險4》的首席游戏设计，而Kurt Margenau担任过《秘境探險：失落的遺產》的总监。
官方在2016年12月的PlayStation Experience上首次公开游戏，并宣布该作为2013年《最后生还者》的续篇。首个预告片公布游戏设定于前作5年后，19歲艾莉和乔尔会继续登场，玩家将控制艾莉。德鲁克曼称本作的主题不再是前作的爱，而是围绕着恨展开。2017年10月的巴黎游戏周上，游戏公布了新的预告，其中公布了新的角色，包括了由维多利亚·格蕾丝饰演的葉拉（Yara）、由伊恩·亚历山大饰演的列夫（Lev）、由艾米莉·斯瓦罗饰演的Emily以及由劳拉·贝莉饰演的未命名女性角色。虽然此前尼尔·德鲁克曼曾透露游戏将会包含多人模式，但是在2019年9月顽皮狗确认本作将不会包含多人游戏模式，将重点放在單人模式上。

### 公佈及发售
2019年9月24日，官方舉行State of Play的遊戲發佈直播，正式公開遊戲部分，當中發表《第II章》將會於2020年2月21日發售。10月25日，在宣佈發售日起一個月後，官方突然宣佈以提升內容品質為由，將《第II章》由原定2020年2月21日延至2020年5月29日發售。
2020年4月3日，在將近發售前約一個月，官方以2019冠状病毒病疫情影響貨運等因素為由，公開宣佈《第II章》由原定2020年5月29日變更為「無限延期」直到另行通知。4月28日，在宣佈延後不足一個月，官方再次宣佈在月初「無限延期」的《第II章》，定案改為2020年6月19日發售。原定同樣在6月發售的《對馬戰鬼》則延期至7月17日發售。
2020年4月27日，在因為疫症延後的發售日期公佈前後，《第II章》的大段遊戲內容與片段在Twitter與YouTube上泄露并瘋傳，據傳為該作開發商頑皮狗旗下的現任/前任員工因心生不滿所放出的內容，激發部分玩家發起抵制活動。4月28日，本作的游戏总监、頑皮狗副總裁尼尔·德鲁克曼公開在個人Instagram的限時動態上發布了引述美國歌手科特·柯本生前曾說過的話，回應部分玩家的抵制行為及言論：
At this point I have a request for our fans. If any of you in any way hate homosexuals, people of a different color, or women, please do this one favor for us─leave us the f**k alone! Don't come to our shows, and don't buy our records.
在当下我对我们的粉丝们有一个请求。如果你们当中有谁以任何方式憎恨同性恋、有色人种或女人，请帮我们个忙——不要来烦我们！不要来看我们的演出也不要买我们的唱片。
有用戶宣称泄露的游戏内容是有人通过顽皮狗之前的游戏的安全漏洞取得。Kotaku联络顽皮狗相关人士后表示有组织从《第II章》相关服务器上获取了至少1TB数据。但数据是由内部员工泄露的说法已被多家媒体證偽。有評論在提出跟劇透事件相關的意見後，被遊玩玩家揭發真實遊戲內容竟然與其立論有嚴重矛盾，致使開發商大力操控評論風向的傳言在網絡社群中不脛而走。
2020年6月26日，索尼宣布游戏在发行3天內合共销量为400万份。是次紀錄超过2018年发售的《蜘蛛俠》(在3天時销售为330万份)，成为PlayStation 4上销售速度最快的第一方游戏。
2020年7月9日，中国大陆购物网站淘宝全站下架《第II章》。有說法認為此次下架除跟游戏可能与買家退款引起大量交易纠纷外，也有可能與其含有的暴力元素有關。

## 评价
| 汇总媒体   | 得分   |
| ---------- | ------ |
| Metacritic | 94/100 |

| 媒体            | 得分   |
| --------------- | ------ |
| Destructoid     | 8.5/10 |
| Game Informer   | 10/10  |
| Game Revolution | 3.5/5  |
| GamesRadar+     | 5/5    |
| GameSpot        | 8/10   |
| IGN             | 10/10  |
| USGamer         | 4.5/5  |
| 游民星空        | 10/10  |
| 游戏机实用技术  | 30/30  |
| Fami通          | 39/40  |
| IGN日本         | 7/10   |

据评论整合网站Metacritic，《最後生還者 第II章》受到评論界“普遍好评”。称赞主要集中在游戏性的改善、 画面品質、演员表演、人物、音响效果以及音乐方面，而其情节及主题在批评界引致分歧。但游戏卻在发售后受到玩家們的評論轟炸，Metacritic的玩家评分在發售當日開放後根據2251篇玩家評論仅有3.3/10分，翌日起亦同時出現大量有10分及0分玩家評價報告。經過管理介入移除部分的負評炸彈後，遊戲截至7月6日在Metacritic上的玩家評分上升至5.2/10分。
評論迥異的狀況，使發售前的劇情透示風波在網絡社群有所延續。有分析指出，媒體評論不論好壞，幾乎都提到開發商限制了可以引用的內容，而這似乎使記者無法全面向玩家闡述評分背後各種細節的考量，在發售後資訊偏向負面的網絡氣氛下自然形成嚴重落差。一些較為尖銳的坊間意見則認為，給予高度評價的媒體都是受發行商壓力或好處而選擇對劇情的問題避重就輕，不過這點被前資深遊戲編輯反駁，認為坊間需要注意評論和意見對首輪銷售向來不會有太大影響，因而不能說提升本作評價可以為媒體帶來甚麼好處。
部分玩家指出2019年9月公布的宣傳影片與遊戲部分內容不符，宣傳片展示了前作主角喬爾在故事劇情中的過場動畫與後續實機畫面中所出現的角色不符，因而質疑開發商的真實目的，認為此舉屬於欺詐行為。但編劇尼尔·德鲁克曼在接受媒體參訪時表示只是採取了類似《潛龍諜影2 自由之子》的做法進行反劇透，對此說法再度引起部分玩家反感及對其辯護舉例有所爭論。
《最终幻想VII 重制版》聯合監製鳥山求2021年在接受國外遊戲媒體《The Gamer》專訪時表示，《最後生還者：二部曲》確切地體現出對於遊戲多樣性的考慮並貫徹到使用者介面上，他可以想像這款遊戲巨大的調適成本，然而這款遊戲最終實踐了遊戲多樣性，而為產業樹立起偉大遊戲的標竿。中国大陆游戏杂志《电脑游戏新干线》认为其讲述了一个“层次丰富、情感丰沛的故事”，对潜行动作等游戏机制也表示了赞赏，但也认为游戏“强推美式民主价值观”，对“美式双标”表示了反感。

### 獎項
2017年1月，PlayStation Blog授予《第II章》年度最期待游戏奖。之后游戏获金摇杆奖至最期待游戏奖提名。
| 日期           | 獎項         | 類別                                | 結果 | 備註   |
| -------------- | ------------ | ----------------------------------- | ---- | ------ |
| 2017年11月17日 | 金搖桿獎     | 最受期待遊戲                        | 獲獎 | [ 62 ] |
| 2017年12月7日  | 遊戲大獎     | 最受期待的遊戲                      | 獲獎 | [ 63 ] |
| 2018年7月2日   | 遊戲評論家獎 | 特別圖形獎                          | 獲獎 | [ 64 ] |
| 2018年7月2日   | 遊戲評論家獎 | 特別配樂獎                          | 獲獎 | [ 64 ] |
| 2018年11月16日 | 金搖桿獎     | 最受期待遊戲                        | 提名 | [ 65 ] |
| 2019年11月15日 | 金搖桿獎     | 最受期待遊戲                        | 提名 |        |
| 2020年11月25日 | 金搖桿獎     | 最佳敘事                            | 獲獎 | [ 66 ] |
| 2020年11月25日 | 金搖桿獎     | 最佳視覺設計                        | 獲獎 | [ 66 ] |
| 2020年11月25日 | 金搖桿獎     | 最佳音效                            | 獲獎 | [ 66 ] |
| 2020年11月25日 | 金搖桿獎     | 最佳PlayStation遊戲                 | 獲獎 | [ 66 ] |
| 2020年11月25日 | 金搖桿獎     | 終極年度遊戲                        | 獲獎 | [ 66 ] |
| 2020年12月10日 | 遊戲大獎     | 年度遊戲                            | 獲獎 | [ 67 ] |
| 2020年12月10日 | 遊戲大獎     | 玩家之聲                            | 提名 | [ 67 ] |
| 2020年12月10日 | 遊戲大獎     | 最佳美術指導                        | 提名 | [ 67 ] |
| 2020年12月10日 | 遊戲大獎     | 最佳遊戲指導                        | 獲獎 | [ 67 ] |
| 2020年12月10日 | 遊戲大獎     | 最佳原聲/音樂配樂                   | 提名 | [ 67 ] |
| 2020年12月10日 | 遊戲大獎     | 最佳音效/聲效設計                   | 獲獎 | [ 67 ] |
| 2020年12月10日 | 遊戲大獎     | 最佳演出（蘿拉·貝莉飾演：艾比）     | 獲獎 | [ 67 ] |
| 2020年12月10日 | 遊戲大獎     | 最佳演出（艾希莉·約翰遜飾演：艾莉） | 提名 | [ 67 ] |
| 2020年12月10日 | 遊戲大獎     | 最佳遊戲敘事                        | 獲獎 | [ 67 ] |
| 2020年12月10日 | 遊戲大獎     | 最佳動作冒險遊戲                    | 獲獎 | [ 67 ] |
| 2020年12月10日 | 遊戲大獎     | 最佳輔助功能創新                    | 獲獎 | [ 67 ] |